# Liste der denkmalgeschützten Objekte in Marz
Die Liste der denkmalgeschützten Objekte in Marz enthält die 9 denkmalgeschützten, unbeweglichen Objekte der Gemeinde Marz.

## Denkmäler
| Foto |                 | Denkmal | Standort                                             | Beschreibung | Metadaten |
| ---- | --------------- | --- | ---------------------------------------------------- | --- | --- |
| ja   | Datei hochladen | Lichtsäule HERIS-ID: 22618 Objekt-ID: 18951                                                                | gegenüber Ambrosius Salzer-Platz 7 Standort KG: Marz | Die Lichtsäule stammt aus dem 15. Jahrhundert und steht heute vor der Pfarrkirche. Auf einem gedrehten Schaft steht ein Tabernakel; an den Seiten sind alte Wappenbilder zu sehen. | BDA-Hist.: Q37871199 Status: § 2a Stand der BDA-Liste: 2025-06-30 Name: Lichtsäule GstNr.: 23 Lichtsäule Marz                                                   |
| ja   | Datei hochladen | Anlage Alte Schmiede (Schmiede- und Wohntrakt, Lagergebäude und Innenhof) HERIS-ID: 57222 Objekt-ID: 67081 | Ambrosius Salzer-Platz 1 Standort KG: Marz           | | BDA-Hist.: Q38075330 Status: Bescheid Stand der BDA-Liste: 2025-06-30 Name: Anlage Alte Schmiede (Schmiede- und Wohntrakt, Lagergebäude und Innenhof) GstNr.: 7 |
| ja   | Datei hochladen | Pest-/Dreifaltigkeitssäule, Mariensäule HERIS-ID: 22619 Objekt-ID: 18952                                   | Ambrosius Salzer-Platz 3 Standort KG: Marz           | Die Mariensäule wurde 1715 nach einer Pestepidemie errichtet und steht heute vor der Pfarrkirche. | BDA-Hist.: Q37871210 Status: § 2a Stand der BDA-Liste: 2025-06-30 Name: Pest-/Dreifaltigkeitssäule, Mariensäule GstNr.: 18 Mariensäule Marz                     |
| ja   | Datei hochladen | Radkreuz HERIS-ID: 22617 Objekt-ID: 18950                                                                  | Ambrosius Salzer-Platz 4 Standort KG: Marz           | Das mittelalterliche Gemarkungs- oder Sühnekreuz wurde mehrfach versetzt und steht nun unter der Friedhofsmauer. | BDA-Hist.: Q37871187 Status: § 2a Stand der BDA-Liste: 2025-06-30 Name: Radkreuz GstNr.: 25/2 Radkreuz Marz                                                     |
| ja   | Datei hochladen | Kath. Pfarrkirche Mariae Krönung HERIS-ID: 22615 Objekt-ID: 18948                                          | Ambrosius Salzer-Platz 15 Standort KG: Marz          | Die Pfarrkirche steht etwas erhöht im alten Friedhof mit Wehrmauer. Sie wurde im Jahr 1691 nach einem Brand unter Verwendung gotischen Mauerwerks wieder aufgebaut. Sie weist ein gedrungenes Schiff mit Strebepfeilern sowie einen im Kern gotischen eingezogenen Chor auf. Ihrer Westfassade ist der dreigeschoßige Turm vorgestellt. Der bemerkenswerte Hochaltar stammt aus der 2. Hälfte des 18. Jahrhunderts, die Kanzel vom Ende des 17. Jahrhunderts. | BDA-Hist.: Q27256811 Status: § 2a Stand der BDA-Liste: 2025-06-30 Name: Kath. Pfarrkirche Mariae Krönung GstNr.: 19 Church of the Coronation of Mary (Marz)     |
| ja   | Datei hochladen | Grabsteine HERIS-ID: 22616 Objekt-ID: 18949                                                                | Friedhofgasse 1 Standort KG: Marz                    | | BDA-Hist.: Q37871160 Status: § 2a Stand der BDA-Liste: 2025-06-30 Name: Grabsteine GstNr.: 15                                                                   |
| ja   | Datei hochladen | Hl. Johannes Nepomuk-Kapelle HERIS-ID: 22624 Objekt-ID: 18957                                              | Heiligenbrunnengasse Standort KG: Marz               | Die Wallfahrtskapelle in der Mitte des ehemaligen Angers wurde 1767 erbaut. Der kleine Bau mit Giebelfassade und Schmiedeeisengitter hat einen ovalen Innenraum. | BDA-Hist.: Q37871247 Status: § 2a Stand der BDA-Liste: 2025-06-30 Name: Hl. Johannes Nepomuk-Kapelle GstNr.: 225 Johannes-Nepomuk-Kapelle, Marz                 |
| ja   | Datei hochladen | Neumühle/ehem. Heroldmühle HERIS-ID: 22613 Objekt-ID: 18946                                                | Heroldmühle 1 Standort KG: Marz                      | Das im Kern mittelalterliche Gebäude wurde mehrfach umgebaut. Das Wohnhaus ist mit 1919 bezeichnet, das Mühlengebäude mit 1777. | BDA-Hist.: Q37871147 Status: Bescheid Stand der BDA-Liste: 2025-06-30 Name: Neumühle/ehem. Heroldmühle GstNr.: 7320, 7243                                       |
| ja   | Datei hochladen | Gemeindeamt HERIS-ID: 22620 Objekt-ID: 18953                                                               | Schulstraße 11 Standort KG: Marz                     | Der zweigeschoßige Bau mit rundbogiger Einfahrt weist eine barocke Bausubstanz auf. Er wurde mehrfach umgebaut und renoviert. | BDA-Hist.: Q37871232 Status: § 2a Stand der BDA-Liste: 2025-06-30 Name: Gemeindeamt GstNr.: 427                                                                 |